# Jacob Petersen (maler)
 For alternative betydninger, se Jacob Petersen. (Se også artikler, som begynder med Jacob Petersen)
Jacob Petersen (25. august 1774 i Flensborg – 29. august 1855 i København) var en dansk marinemaler. Jacob Petersen er blevet betegnet som Danmarks længst virkende og mest produktive skibsportræt- og marinemaler.

## Liv
Jacob Petersen var søn af købmand Nikolaj Petersen, og han lærte navigation og stod i sin ungdom til søs. I 1795 blev han gift med Engeburg (Ingeborg) Hee (ca. 1776 - 1842) og i årene fra omkring 1798 til 1804 var han skibsfører og sejlede på Østersøen og Middelhavet. Han begyndte også at male billeder af skibe - det tidligst kendte værk er fra 1795 - men produktionen var i første omgang begrænset. Da Englandskrigene brød ud i 1807 var det slut med udlandsfarten, og han begyndte for alvor at dyrke maleriet. Jacob Petersens billeder var typiske skibsportrætter, hvor det handlede om, at skibet skulle ligne, og hvor omgivelserne var knapt så vigtige.
I begyndelsen af 1820'erne skete der imidlertid noget nyt, fordi den højt ansete maler Christoffer Eckersberg var begyndt at interessere sig for marinemaleri. Eckersberg gjorde sit forarbejde grundigt og kontaktede søofficerer og andre skibskyndige, herunder også Jacob Petersen, som kunne hjælpe ham med eksakt viden om sejlskibenes komplicerede rigning og om, hvilken sejlføring man brugte i forskelligt vejr. Eckersberg kunne til gengæld tilbyde Jacob Petersen gode råd om, hvordan man fik hav og skyer til at se mere spændende ud. Begge malere havde glæde af kontakten, og i 1833 fik Petersen tre søstykker med på årets udstilling på Charlottenborg. Et af Jacob Petersens billeder fra udstillingen, To danske Fregatter i Storm, blev solgt til Den Kongelige Malerisamling. Jacob Petersen fortsatte med at male helt frem til sin død i 1855, og da Museet for Søfart forsøgte at opgøre hans produktion, nåede man op på 407 billeder - og listen er senere blevet suppleret.